# Mark De Man
Mark De Man (Leuven, 27 april 1983) is een Belgisch voormalig voetballer die meestal als verdediger of als verdedigende middenvelder speelde.

## Carrière

### Jeugd
Mark De Man groeide op in de buurt van zijn geboortestad Leuven en begon zijn spelersloopbaan bij de jeugd van Stormvogels Haasrode. Na twee jaar stapte hij over naar het naburige Zwarte Duivels Oud-Heverlee. In 1996/97 speelde hij voor Racing Jet Wavre, maar na afloop van dat seizoen keerde hij terug naar de Zwarte Duivels. Daar werd hij in 1998 opgemerkt door RSC Anderlecht.

### RSC Anderlecht
In 2002 hevelde toenmalig trainer Hugo Broos hem over naar de A-kern. De Man maakte later dat seizoen zijn officieel debuut voor Anderlecht. Op 4 mei 2003 startte hij in een competitiewedstrijd tegen Germinal Beerschot in de basis. De Man speelde toen aan de zijde van Walter Baseggio en maakte de 90 minuten vol.
Een seizoen later kon De Man niet doorbreken. Hij mocht van Broos slechts één keer aantreden in de Beker van België. Ook in zijn derde seizoen voor Anderlecht zag het er niet goed uit. De Man kwam aanvankelijk amper aan spelen toe door de concurrentie met onder meer Baseggio, Besnik Hasi, Pär Zetterberg en Yves Vanderhaeghe. Pas toen Broos in februari 2005 aan de deur werd gezet en door zijn assistent Frank Vercauteren werd opgevolgd, kreeg de middenvelder iets meer speelkansen.
Het seizoen 2005/06 werd uiteindelijk het seizoen van de doorbraak. De toen 22-jarige De Man knokte zich in het eerste elftal en debuteerde ook in Europa. Zo speelde De Man dat jaar in de Champions League mee tegen Chelsea FC, Liverpool FC en Real Betis. Hij veroverde in 2006 ook zijn tweede landstitel met Anderlecht.
Een echte titularis werd hij echter nooit. De Man speelde voornamelijk als er een sleutelspeler door blessure uitviel. Zo speelde hij soms ook centraal in de verdediging. In 2007 versierde hij zijn eerste interland en veroverde hij met Anderlecht een tweede landstitel op rij. Toen Vercauteren vervolgens tijdens het seizoen 2007/08 ontslagen werd, was er voor De Man geen plaats meer in Anderlecht.

### Roda JC
In de zomer van 2008 betaalde het Nederlandse Roda JC zo'n €750.000 voor De Man. De middenvelder trok naar de Eredivisie, maar kwam er amper aan spelen toe. De Man verdween er uit de aandacht en werd ook niet meer opgeroepen voor de nationale ploeg. Na een half seizoen liet Roda hem vertrekken.

### Germinal Beerschot
De Man keerde tijdens de winterstop van het seizoen 2008/09 terug naar België. Hij tekende een contract bij Germinal Beerschot, waar toen Aimé Antheunis coach was. De Man kwam er bijna niet aan de bak en de club had moeite om in het klassement boven de degradatiezone te blijven. Beerschot verzekerde zich uiteindelijk van het behoud, maar een comeback van De Man bleef uit.

### OH Leuven
Zijn ex-club Zwarte Duivels was inmiddels een fusie met Stade Leuven aangegaan. De nieuwe fusieclub, Oud-Heverlee Leuven, speelde in Tweede Klasse en huurde De Man in de tweede helft van het seizoen 2010/11 van Germinal Beerschot. De Man hoopte bij zijn ex-club zijn oude vorm terug te vinden, maar ook bij OH Leuven werd hij geen vaste waarde. De club werd uiteindelijk kampioen, maar liet hem na afloop van het seizoen opnieuw vertrekken.

### Lagere afdelingen
De Man tekende uiteindelijk in september 2011 een contract bij derdeklasser KSC Hasselt. Hij had eerder nochtans met succes tests afgelegd bij de Schotse eersteklasser Kilmarnock FC, dat een contractvoorstel deed. De Man weigerde om familiale redenen een transfer naar Schotland en koos dus voor Hasselt. In maart 2012 testte hij ook bij de Chinese tweedeklasser Chongqing Lifan. Omdat de levensomstandigheden tegenvielen tekende hij geen contract bij de club. Nadien verhuisde hij naar vierdeklasser Excelsior Veldwezelt. Die club kwam in opspraak met zwart geld en werd in december 2012 opgedoekt, waarna De Man zonder club zat. Begin maart 2013 sloot De Man zich aan bij eersteprovincialer Stade Bierbeek. In 2014 ging hij naar SC Out-Hoegaarden.

## Nationale ploeg
Mark De Man maakte zijn debuut bij de Rode Duivels op 24 maart 2007 tijdens een interland tegen Portugal. België verloor met 4-0. Zijn laatste interland dateert van 20 augustus 2008, toen mocht hij tegen Duitsland net voor affluiten invallen voor Gaby Mudingayi. De Man speelde toen al in loondienst van Roda JC.
De Man speelde al zijn interlands onder bondscoach René Vandereycken.

### Interlands
| No. | Datum      | Wedstrijd          | Uitslag | Basisplaats of invalbeurt              | Soort Wedstrijd   |
| --- | ---------- | ------------------ | ------- | -------------------------------------- | ----------------- |
| 1.  | 24-03-2007 | Portugal - België  | 4-0     | Basisplaats 90'                        | EK-kwalificatie   |
| 2.  | 02-06-2007 | België - Portugal  | 1-2     | Ingevallen na 45+2' voor Carl Hoefkens | EK-kwalificatie   |
| 3.  | 06-06-2007 | Finland - België   | 2-0     | Basisplaats 90'                        | EK-kwalificatie   |
| 4.  | 20-08-2008 | Duitsland - België | 2-0     | Ingevallen na 87' voor Gaby Mudingayi  | Vriendschappelijk |

## Statistieken
| Seizoen | Club                       | Competitie     | Wed. | Goals |
| ------- | -------------------------- | -------------- | ---- | ----- |
| 2002/03 | RSC Anderlecht             | Eerste Klasse  | 1    | 0     |
| 2003/04 | RSC Anderlecht             | Eerste Klasse  | 0    | 0     |
| 2004/05 | RSC Anderlecht             | Eerste Klasse  | 11   | 0     |
| 2005/06 | RSC Anderlecht             | Eerste Klasse  | 28   | 0     |
| 2006/07 | RSC Anderlecht             | Eerste Klasse  | 23   | 0     |
| 2007/08 | RSC Anderlecht             | Eerste Klasse  | 21   | 0     |
| 2008/09 | Roda JC                    | Eredivisie     | 7    | 0     |
| 2008/09 | Germinal Beerschot         | Eerste Klasse  | 2    | 0     |
| 2009/10 | Germinal Beerschot         | Eerste Klasse  | 7    | 0     |
| 2010/11 | Germinal Beerschot         | Eerste Klasse  | 2    | 0     |
| 2010/11 | Oud-Heverlee Leuven (huur) | Tweede Klasse  | 8    | 0     |
| 2011/12 | KSK Hasselt                | Derde Klasse   | 6    | 0     |
| 2012/13 | Excelsior Veldwezelt       | Vierde Klasse  |      |       |
| 2012/13 | Stade Bierbeek             | 1e Provinciale |      |       |
| Totaal: | Totaal:                    | Totaal:        | 116  | 0     |

### Rugnummers
Een overzicht van de rugnummers van Mark De Man:
RSC Anderlecht
45 (2002-2003), 31 (2003-2008)
Roda JC
23
Germinal Beerschot
31
Oud-Heverlee Leuven
23

## Palmares
Kampioen van België (3x)
2004, 2006, 2007
Beker van België (1x)
2008
Kampioen in Tweede Klasse (1x)
2011